# René Gaffé
René Gaffé est un journaliste, industriel, collectionneur d'art et critique d'art belge né à Bruxelles en 1887 et mort à Cagnes-sur-Mer en 1968.

## Liste d'œuvres passées dans sa collection
- Giorgio De Chirico : La Révolte du sage.
- Joan Miró : Grand nu debout, La Terre labourée, Maternité, Le Carnaval d'Arlequin, Tête de paysan catalan.
- Pablo Picasso : Portrait de Wilhelm Uhde.